# П'яново
П'я́ново (рос. Пьяново) — присілок у складі Промишленнівського округу Кемеровської області, Росія.

## Населення
Населення — 952 особи (2010; 809 у 2002).
Національний склад (станом на 2002 рік):
- росіяни — 99 %